# Käte Hamburger
Käte Hamburger (geboren am 21. September 1896 in Hamburg; gestorben am 8. April 1992 in Stuttgart) war eine deutsche Germanistin, Literaturwissenschaftlerin und Philosophin. Sie war außerordentliche (unbesoldete) Professorin an der Universität Stuttgart.

## Leben und Werk
Käte Hamburger wurde 1896 in eine Hamburger jüdische Bankiersfamilie geboren. Ihr Vater leitete bis zu seinem Tod 1930 das Bankhaus Hamburger & Rosenberg. Nachdem sie private Kurse zur Vorbereitung absolviert hatte, legte sie 1917 das Abitur ab. Anschließend studierte sie Philosophie, Literaturgeschichte und Geschichte in Berlin und München. Sie wurde 1922 mit der Arbeit Schillers Analyse des Menschen als Grundlage seiner Kultur- und Geschichtsphilosophie. Ein Beitrag zum Problem des Individualismus, dargestellt auf Grund seiner philosophischen Schriften bei Clemens Baeumker in München promoviert. Nach der Promotion lebte sie bis 1928 als Buchhändlerin und Privatgelehrte in Hamburg und zog dann nach Berlin.
Von den Nationalsozialisten aufgrund ihrer jüdischen Herkunft vertrieben, emigrierte sie 1934 zunächst nach Frankreich, wo sie in Dijon eine Universitätsstelle zu erlangen hoffte. Von dort gelangte sie nach Göteborg, wohin ihr ihre Mutter 1939 folgte (ihre Schwester Edith war 1938 nach Ecuador emigriert), und kehrte erst 1956 aus dem Exil zurück in die Bundesrepublik Deutschland, behielt aber die 1945 erworbene schwedische Staatsbürgerschaft bei. In Schweden unterrichtete sie Deutsch, erlernte die Landessprache und veröffentlichte in beiden Sprachen. Ihr Hauptwerk „Die Logik der Dichtung“ schuf sie in jener Zeit. Es gilt bis heute als Standardwerk. Anders als Hannah Arendt gelang es ihr nicht, ihre in Deutschland begonnenen und im Exil fortgesetzten Schriften als akademische Leistung anrechnen zu lassen, denen zum Trotz ihr die Habilitation verweigert worden war.
Während sie in Schweden als Sprachlehrerin, Journalistin und Schriftstellerin tätig war, setzte sie ihre literaturwissenschaftliche Arbeit unter anderem mit einer eindrucksvollen Gesamtwürdigung des Werks von Leo Tolstoi fort. Seit 1956 wirkte sie als Dozentin, seit 1957, nach der im selben Jahr dann doch erworbenen Habilitation, als außerplanmäßige Professorin an der Technischen Hochschule Stuttgart. Sie verfasste zahlreiche Studien, u. a. zu Thomas Mann, Rahel Varnhagen – auch in kritischer Auseinandersetzung mit Hannah Arendts Rahel-Buch – sowie Rainer Maria Rilke.
Vor allem ihre literaturtheoretische Untersuchung Die Logik der Dichtung (1957, eingereicht unter dem Titel Das logische System der Dichtung), mit der sie sich an der Technischen Hochschule Stuttgart (heute: Universität Stuttgart) für allgemeine Literaturwissenschaft habilitierte, begründet ihren internationalen Rang innerhalb der Literaturwissenschaft (siehe auch: Episches Präteritum). Einen Lehrstuhl erhielt sie allerdings nie, obwohl sie zu den bedeutendsten Literaturwissenschaftlerinnen der Nachkriegszeit zählte und zahlreiche Gastprofessuren im Ausland wahrnahm. 1966 wurde sie mit dem Großen Bundesverdienstkreuz ausgezeichnet. Ihre Lehrtätigkeit übte sie bis 1976 aus.
Gemeinsam mit Eberhard Lämmert und auch Franz Karl Stanzel hat Käte Hamburger die methodische Neuorientierung der deutschen Germanistik der 1950er Jahre in Richtung einer rationalen und analytischen Methodik beschleunigt.

## Würdigung und Nachwirkung

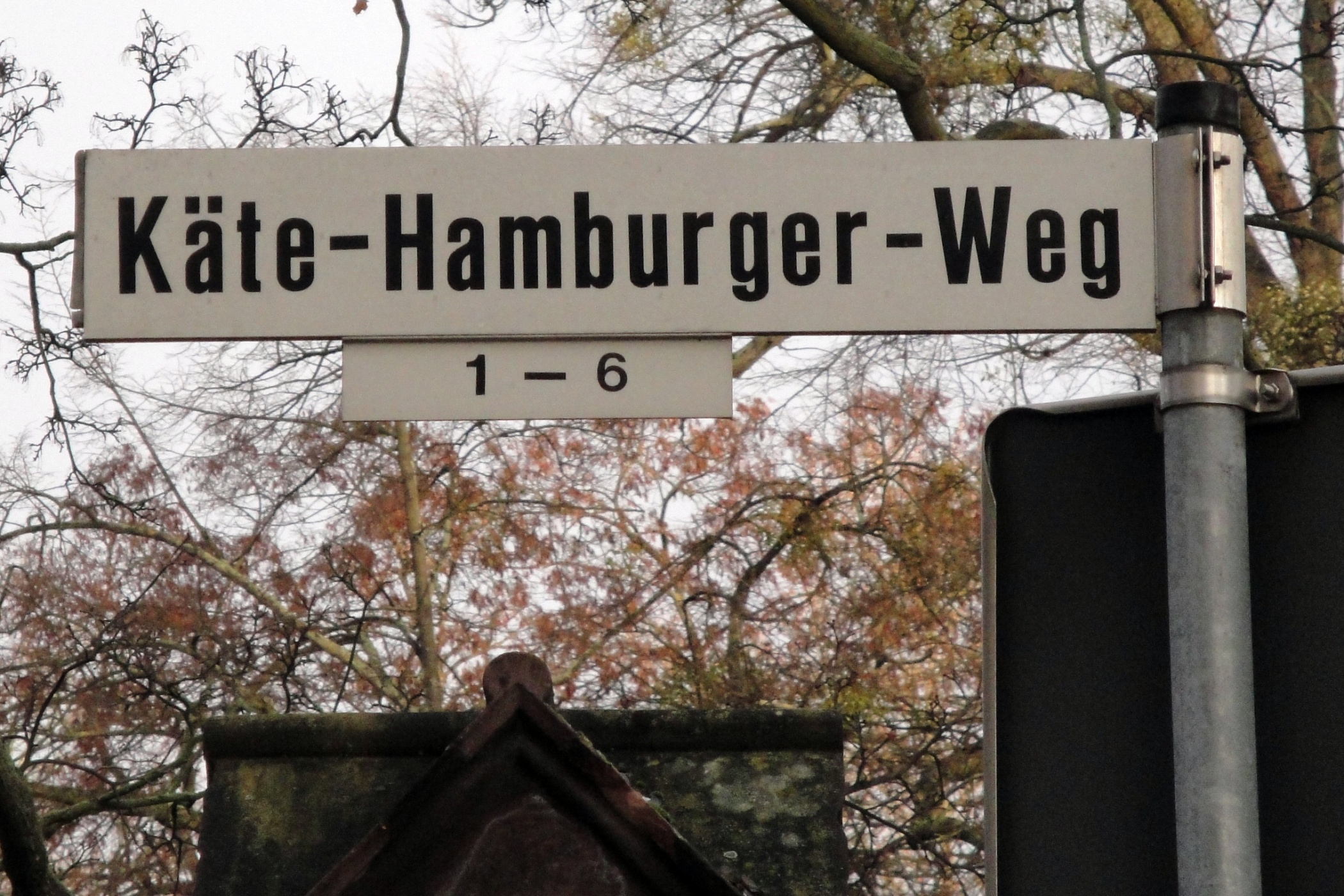
Straßenschild Käte-Hamburger-Weg in Göttingen

- 1966 Verleihung des Großen Bundesverdienstkreuzes
- 1980 Ehrenpromotion durch die Universität Siegen
- 1984 Verdienstmedaille des Landes Baden-Württemberg
- 1989 Schiller-Gedächtnispreis

Die Universitätsstadt Göttingen ehrte Käte Hamburger mit der Benennung einer Straße auf dem Zentralcampus. Im dortigen Käte-Hamburger-Weg befindet sich unter anderem das Seminar für Deutsche Philologie der Universität. Die Universität Stuttgart zeichnet mit dem Käte Hamburger-Preis herausragende Bachelor-Arbeiten in der germanistischen Literaturwissenschaft aus. Einer der Veranstaltungsräume im Hospitalhof Stuttgart trägt ihren Namen.
Das Bundesministerium für Bildung und Forschung hat zum Jahr der Geisteswissenschaften (Wissenschaftsjahr 2007) die Förderinitiative „Freiraum für die Geisteswissenschaften“ gestartet, als deren Teil ein Förderprogramm für die internationale Sichtbarkeit der Geisteswissenschaften unter dem Titel Käte Hamburger Kollegs aufgelegt wurde. Die Förderlinie wurde 2019 fortgesetzt, mittlerweile existieren 16 Käte Hamburger-Kollegs in Deutschland.

## Schriften (Auswahl)
- Thomas Mann und die Romantik: Eine problemgeschichtliche Studie (= Neue Forschung. Arbeiten zur Geistesgeschichte der german. und roman. Völker, Band 15), Junker und Dünnhaupt, Berlin 1932.
- Rahel Varnhagen. Zu ihrem hundertsten Todestag am 7. März 1933. In: Bayerische Israelitische Gemeindezeitung. Nachrichtenblatt der Israelitischen Kultusgemeinden in München, Augsburg, Bamberg und des Verbandes Bayerischer Israelitischer Gemeinden Jg. 9, Nr. 5, 1. März 1933, S. 65–67 (Digitalisat).
- Rahel et Goethe. In: Revue germanique. Allemagne. – Autriche. – Pays-Bas. – Scandinavie. Revue trimestrielle. Jg. 35 (1934), Nr. 4 (Oktober–Dezember), S. 313–325 (Digitalisat), deutsche Überarbeitung: Rahel und Goethe. In: Studien zur Goethezeit. Festschrift für Lieselotte Blumenthal. Hrsg. v. Helmut Holtzhauer und Bernhard Zeller unter Mitwirkung von Hans Henning. Hermann Böhlaus Nachfolger, Weimar 1968, S. 74–93.
- Leo Tolstoi. Gestalt und Problem. Francke, Bern 1950; 2. Auflage: Vandenhoeck und Ruprecht, Göttingen 1963 (= Kleine Vandenhoeck-Reihe 159/160/161).
- Rilke: Eine Einführung. Ernst Klett Verlag, Stuttgart, 1976.
- Die Logik der Dichtung. Klett, Stuttgart 1957. 4. Auflage:, Stuttgart 1994, ISBN 3-608-91681-4.
- Kleine Schriften zur Literatur- und Geistesgeschichte. Heinz, Stuttgart 1976 (= Stuttgarter Arbeiten zur Germanistik, Band 25). 2. erw. Auflage: 1983, ISBN 3-88099-024-7.
- Wahrheit und ästhetische Wahrheit. Klett-Cotta, Stuttgart 1979, ISBN 3-12-933230-8.
- (Hrsg.) Zusammen mit Helmut Kreuzer: Gestaltungsgeschichte und Gesellschaftsgeschichte. Literatur-, kunst- und musikwissenschaftliche Studien. Festschrift für Fritz Martini. J. B. Metzler, Stuttgart 1969, ISBN 978-3-476-00089-7.
- Heine und das Judentum. Vortrag gehalten in Stuttgart, 18. März 1982, Württembergische Bibliotheksgesellschaft, Stuttgart 1982.
- Thomas Manns biblisches Werk. Der Joseph-Roman. Die Moses-Erzählung „Das Gesetz“. Nymphenburger, München 1981; Neuausgabe: Fischer Taschenbuch Verlag, Frankfurt a. M. 1984, ISBN 3-596-26492-8.
- Das Mitleid. Klett-Cotta, Stuttgart 1985, ISBN 3-608-91392-0.
- Um Thomas Mann. Der Briefwechsel Käte Hamburger – Klaus Schröter 1964–1990. In Zusammenarbeit mit Armin Huttenlocher hrsg. von Klaus Schröter. Europäische Verlagsanstalt, Hamburg 1994, ISBN 3-434-50039-1.